# والتر هاريمان
والتر هاريمان هو ضابط وسياسي أمريكي، ولد في 8 أبريل 1817 في Warner, New Hampshire ‏ في الولايات المتحدة، وتوفي في 25 يوليو 1884 في كونكورد في الولايات المتحدة. نشط حزبياً في الحزب الجمهوري. وقد انتخب حاكم نيو هامبشاير ‏.